# Anastasia Dețiuc
Anastasia Dețiuc (* 14. Dezember 1998) ist eine tschechisch-moldauische Tennisspielerin.

## Karriere
Dețiuc begann mit sieben Jahren mit dem Tennisspielen und spielte bisher überwiegend auf der ITF Women’s World Tennis Tour, wo sie bislang drei Titel im Einzel und 18 Doppeltitel gewann. Im Oktober 2022 gewann Dețiuc ihren ersten WTA-Titel im Doppel mit Miriam Kolodziejová in Parma, weiters gewann sie 2024 einen WTA-Challenger-Doppeltitel.
2014 spielte Dețiuc erstmals für die moldauische Fed-Cup-Mannschaft; ihre Fed-Cup-Bilanz weist bislang 3 Siege bei 1 Niederlage aus.

## Turniersiege

### Einzel
| Nr. | Datum            | Turnier             | Kategorie   | Belag             | Finalgegnerin   | Ergebnis       |
| --- | ---------------- | ------------------- | ----------- | ----------------- | --------------- | -------------- |
| 1.  | 11. Februar 2018 | Trnava              | ITF $15.000 | Hartplatz (Halle) | Sofja Lansere   | 5:7, 6:0, 6:3  |
| 2.  | 11. März 2018    | Iraklio             | ITF $15.000 | Sand              | Anna Bondár     | 6:3, 6:2       |
| 3.  | 3. März 2019     | Scharm asch-Schaich | ITF W15     | Hartplatz         | Schalimar Talbi | 2:6, 7:65, 6:1 |

### Doppel
| Nr. | Datum              | Turnier              | Kategorie      | Belag     | Partnerin             | Finalgegnerinnen                           | Ergebnis          |
| --- | ------------------ | -------------------- | -------------- | --------- | --------------------- | ------------------------------------------ | ----------------- |
| 1.  | 16. September 2017 | Prag                 | ITF $15.000    | Sand      | Johana Marková        | Nadija Kolb Natalie Pröse                  | 6:2, 6:2          |
| 2.  | 2. Februar 2019    | Scharm asch-Schaich  | ITF W15        | Hartplatz | Oona Orpana           | Mariana Dražić Malene Helgø                | 6:0, 6:4          |
| 3.  | 14. Juli 2019      | Versmold             | ITF W60        | Sand      | Amina Anschba         | Ankita Raina Bibiane Schoofs               | 0:6, 6:3, [10:8]  |
| 4.  | 20. Juli 2019      | Olmütz               | ITF W25        | Sand      | Johana Marková        | Jesika Malečková Chantal Škamlová          | 6:3, 4:6, [11:9]  |
| 5.  | 27. Juli 2019      | Moskau               | ITF W25        | Sand      | Amina Anschba         | Ilona Kramen Jekaterina Makarowa           | 6:2, 6:4          |
| 6.  | 7. September 2019  | Prag                 | ITF W25        | Sand      | Johana Marková        | Jekaterina Kasionowa Anastassija Komardina | 6:1, 6:3          |
| 7.  | 21. September 2019 | Podgorica            | ITF W25        | Sand      | Amina Anschba         | Anastasia Kulikova Jewgenija Lewaschowa    | 2:6, 6:3, [10:7]  |
| 8.  | 11. Oktober 2019   | Pula                 | ITF W25        | Sand      | Amina Anschba         | Ylena In-Albon Giorgia Marchetti           | 7:5, 6:1          |
| 9.  | 12. September 2020 | Prag                 | ITF W25        | Sand      | Johana Marková        | Sofia Sewing Katie Volynets                | 6:2, 6:1          |
| 10. | 19. September 2020 | Frýdek-Místek        | ITF W25        | Sand      | Johana Marková        | Miriam Kolodziejová Jesika Malečková       | 6:1, 6:4          |
| 11. | 29. Mai 2021       | Iraklio              | ITF W15        | Sand      | Lexie Stevens         | Darja Astachowa Elena-Teodora Cadar        | 6:1, 4:6, [10:6]  |
| 12. | 26. Juni 2021      | Klosters             | ITF W25        | Sand      | Amina Anschba         | Jenny Dürst Weronika Falkowska             | 3:6, 6:1, [10:3]  |
| 13. | 22. Januar 2022    | Manacor              | ITF W25        | Hartplatz | Jana Sisikowa         | Quirine Lemoine Bibiane Schoofs            | 6:2, 6:3          |
| 14. | 23. April 2022     | Chiasso              | ITF W60        | Sand      | Miriam Kolodziejová   | Aliona Bolsova Oxana Selechmetjewa         | 6:3, 1:6, [10:8]  |
| 15. | 30. April 2022     | Zagreb               | ITF W60        | Sand      | Katarina Sawazka      | Lina Gjorcheska Irina Chromatschowa        | 6:4, 65:7, [11:9] |
| 16. | 27. August 2022    | Přerov               | ITF W60        | Sand      | Miriam Kolodziejová   | Funa Kozaki Misaki Matsuda                 | 7:64, 4:6, [10:5] |
| 17. | 1. Oktober 2022    | Parma                | WTA 250        | Sand      | Miriam Kolodziejová   | Arantxa Rus Tamara Zidanšek                | 1:6, 6:3, [10:8]  |
| 18. | 13. Mai 2023       | Trnava               | ITF W100       | Sand      | Amina Anschba         | Estelle Cascino Suzan Lamens               | 6:3, 4:6, 10:4    |
| 19. | 4. Mai 2024        | Saint-Malo           | WTA Challenger | Sand      | Amina Anschba         | Estelle Cascino Carole Monnet              | 7:67, 2:6, [10:5] |
| 20. | 29. Juni 2024      | Doksy – Staré Splavy | ITF W75        | Sand      | Maja Chwalińska       | Feng Shuo Sapfo Sakellaridi                | 6:3, 2:6, [10:6]  |
| 21. | 8. Dezember 2024   | Dubai                | ITF W100       | Hartplatz | Anastassija Tichonowa | Isabelle Haverlag Jelena Pridankina        | 6:3, 67:7, [10:8] |
| 22. | 23. März 2025      | Antalya              | WTA Challenger | Sand      | Maja Chwalińska       | Jesika Malečková Miriam Škoch              | 4:6, 6:3, [10:2]  |